# Schistophleps postmedialis
Schistophleps postmedialis är en fjärilsart som beskrevs av Embrik Strand 1917. Schistophleps postmedialis ingår i släktet Schistophleps och familjen björnspinnare. Inga underarter finns listade.